# Иларион (Кочергин)
Епи́скоп Иларио́н (в миру Васи́лий Миха́йлович Кочерги́н; 1884, Киев — 24 ноября 1965) — епископ Русской православной церкви, епископ Хмельницкий и Каменец-Подольский.

## Биография
В 1907 году окончил Киевскую духовную семинарию. В 1914 году окончил историко-филологический факультет Киевского университета.
В первые годы советской власти руководил хором в одной из церквей в Киеве.
Затем до 1941 года работал на различных гражданских должностях.
В 1941 году, в условиях оккупации, рукоположен во священника к Вознесенской церкви на Демиевке в Киеве.
С открытием в 1947 году Киевской духовной семинарии одновременно состоял в ней преподавателем. Овдовел, в 1948 году принял монашество.
21 октября 1949 года решением Священного Синода избран епископом Уманским, викарием Киевской епархии.
13 ноября 1949 года в Киеве хиротонисан во епископа Уманского, викария Киевской епархии. Чин хиротонии совершали: митрополит Киевский и Галицкий Иоанн (Соколов), епископ Херсонский и Одесский Никон (Петин) и епископ Черниговский и Нежинский Иаков (Заика).
17 марта 1950 года поручено временное управление Мукачевской и Ужгородской епархией. 22 июля того же года утвержден епископом Мукачевским и Ужгородским.
Проделал большой труд по внедрению в бывшие греко-католические приходы русского православного богослужебного чина. С этой целью занялся ознакомлением духовенства с особенностями православного устава. В своем обращении от 24 мая 1950 года отмечал: «Враг рода человеческого… увлек их в пресловутую унию, недостойными русского человека заблуждениями, как в области догмы, так и в области обрядов. Лишенные единства с Православной церковью, некоторые из закарпатцев забыли было кто они, к какому народу принадлежат, забыли свой язык. От потери веры отцов получился большой вред».
Заботами епископа Илариона в 1950 года был обновлен мужской Свято-Успенский монастырь при архиерейском доме, став его настоятелем. Всей братии насчитывалось 17 человек: 2 игумена, 14 иеромонахов, 1 послушник. Все иеромонахи, кроме одного канцеляриста, находились на приходах.
Пытался противостоять политике властей, направленной на ослабление православия и закрытие церквей и дискриминации духовенства. Заявлял о нарушении советского законодательства о культах со стороны местных органов власти, высоком налогообложение духовенства, отмечая, что финансовые органы сознательно завышали доходы священников, чтобы наложить на них выше налог. Протестовал облагала монастыри и приходы непосильными налогами на землю и строения и изъятия церковной собственности. Тем не менее, закрытия храмов избежать не удалось. В первую очередь власти решили сократить количество мужских монастырей как центров подготовки православного духовенства. В сентябре 1952 года был ликвидирован Иоанно-Предтеченский мужской скит в селе Дубровка.
Указом No 570 от 13 мая 1954 года образовал при епархиальном управлении ставленническую комиссию. В нее входили: игумен Василий (Пронин), иеромонах Дорофей (Филип) и др. Комиссия собиралась в Мукачевском монастыре для приёма экзаменов три раза в году. Прошедшим испытания выдавалась официальная справка, что они сдали экзамены в объеме пастырско-богословских курсов. Вскоре это благое начинание было упразднено упразднено, согласно поступившей в Москву по этому поводу «рекомендации» уполномоченного по делам Русской Церкви в Закарпатской области.
5 сентября 1956 года назначен епископом Хмельницкий и Каменец-Подольский.
14 августа 1961 года освобождён от управления Хмельницкой епархией. Уволен на покой.
Скончался 24 ноября 1965 года.